# Ghosts
A Ghosts („Kísértetek”) 1997-ben bemutatott amerikai rövidfilm, melyet Michael Jackson énekes és Stephen King horrorszerző írtak, és Stan Winston rendezett Michael Jackson főszereplésével. A film felfogható hosszú videóklipként is; Jackson több dala elhangzik benne, köztük a címadó dal. 1996-ban forgatták és még ebben az évben bemutatták; kereskedelmi forgalomban először King Sorvadj el! című könyve filmváltozatának egyes példányaival jelent meg, majd 1997-ben külön is, videókazettán és DVD-n.
A film főszereplője az ijesztő Maestro, aki természetfeletti erővel rendelkezik. A Maestrót furcsasága miatt el akarja üldözni a kisvárosból, ahol él, az arrogáns, pökhendi polgármester – aki nem véletlenül hasonlít Thomas Sneddonra, a Jackson elleni 1993-as per főügyészére. A filmben elhangzó egyes dalok Jackson 1995-ben megjelent HIStory: Past, Present and Future és 1997-ben megjelent Blood on the Dance Floor: HIStory in the Mix albumairól származnak.

## Történet
|  | Alább a cselekmény részletei következnek! |

A Maestro (Michael Jackson) egyedül él egy ijesztő külsejű villában a dombtetőn, ami a „Normálisak völgye” fölött emelkedik. Időnként ijesztő bűvésztrükkökkel szórakoztatja a környék gyerekeit. Az egyik gyerek beszél róla az anyjának, aki riadóztatja a polgármestert (őt szintén Jackson alakítja). A polgármester összehívja az embereket és egy viharos éjjelen elmennek a villához, hogy elüldözzék a Maestrót a városból, hiába győzködik őket a gyerekek, hogy a Maestro nem bántotta őket. „Ez egy csodabogár” – jelenti ki a polgármester. – „Nincs szükségünk csodabogarakra.”
Mikor bejutnak a villába, az ajtó magától bezáródik, A Maestro üdvözli őket, a polgármester pedig sértegeti és megfenyegeti. „Elmegy önként, vagy muszáj bántanom?” – kérdezi a Maestrótól, aki azt feleli: „Rám akarnak ijeszteni? Akkor nincs más választásom, nekem kell megijesztenem önöket.” Egy pár trükk után, amit a polgármester nevetségesnek tart, megkérdezi, hogy „És ez ijesztő?”, majd széthúzza arcát és megjelenik mögötte valódi arca – egy mániákusan röhögő koponya. Az ijedt emberek menekülni akarnak, a Maestro pedig betöri kezével a koponyáját és mögötte ismét emberi arc látható. Ezután bemutatja családját, ami hozzá hasonló démonokból áll, és komplex koreográfiát adnak elő a 2 Bad és az Is It Scary dalokra.
Ezután megkérdezi, hogy „Még mindig azt akarják, hogy elmenjek?” A városlakók nem akarják, de a polgármester igennel válaszol. A Maestro csendesen azt mondja: „Rendben… akkor elmegyek.” Elesik, és teste rázkódni kezd, majd porrá omlik, a port elfújja a szél. Az emberek sajnálják, de a polgármester győztesnek érzi magáz és kifelé indul. Mikor kinyitja az ajtót, a Maestro ijesztő démonfeje néz szembe vele. A polgármester rémülten elrohan az üvegajtón keresztül. A Maestro nevet és megkérdezi az embereket, jól szórakoztak-e. A városlakók rájönnek, hogy nem szörnyeteg, és kibékülnek vele. A film végén az egyik gyerek megkérdezi: „És ez ijesztő?” – és elkezdi széthúzni az arcát, ezután már csak rémült sikolyok hallhatóak.
A film végén láthatóak jelenetek a forgatásról és Jackson kisminkeléséről, így látszik, hogy öt különböző szerepet játszott: a Maestrót, a polgármestert, kettejük démonváltozatát és egy csontvázat.

## Fogadtatása
A filmet bemutatták az 1997-es cannes-i filmfesztiválon. 2002-ben bekerült a Guinness Rekordok Könyvébe mint a világ leghosszabb videóklipje.
Az eredeti filmváltozatot Sydneyben többször is bemutatta a Hoyts Cinema, mielőtt megkezdődtek a HIStory World Tour ausztráliai koncertjei.

## Dalok a filmben
- 2 Bad (filmváltozat) – a HIStory: Past, Present and Future albumról
- Is It Scary (filmváltozat) – a Blood on the Dance Floor: HIStory in the Mix albumról
- Ghosts – a Blood on the Dance Floor: HIStory in the Mix albumról

A Ghosts és az Is It Scary a film első változatában még nem szerepeltek, mert nem készültek el időben. A helyükön ideiglenesen a 2Bad dobritmusa volt hallható, a végén pedig a Ghosts egy korábbi változata, más hangeffektusokkal, basszussal és befejezéssel.

## Deluxe Collector Box Set
1997 decemberében az Egyesült Királyságban megjelent a Ghosts (Deluxe Collector Box Set) kiadvány, amely tartalmazta a filmet videókazettán, a Blood on the Dance Floor: HIStory in the Mix albumot CD-n, valamint egy három számból álló kislemezt, a Limited Edition Minimax CD-t. Ezen szerepelt egy korábban kiadatlan dal, az On the Line, ami a kislemez első dala, emiatt a rajongók a kislemezt gyakran On the Line címen említik.

### On the Line
Az On the Line című dalt Michael Jackson és Babyface írta, producere Babyface. Eredetileg az 1996-ban megjelent, Spike Lee rendezte Get on the Bus című filmhez készült, végül azonban nem került fel rá. A Columbia Pictures által megjelentetett Get on the Bus promóciós CD-n azonban szerepelt, mint lehetséges Oscar-díj-jelölt legjobb eredeti filmzene kategóriában. A dal teljes hosszúságú változata 2004. november 16-án jelent meg Jackson The Ultimate Collection című box setjén.
Dallista
Limited Edition Minimax CD (EPC 665268 2)
1. On the Line – 4:37
2. Ghosts (Mousse T’s Radio Rock Singalong Remix) – 4:25
3. Is It Scary (DJ Greek’s Scary Mix) – 7:12

## Külső hivatkozások
- Ghosts az Internet Movie Database oldalon (angolul)